# Liste der National Historic Sites of Canada in Québec
Diese Liste enthält Bauwerke, Objekte und Stätten in der kanadischen Provinz Québec, die den Status einer National Historic Site of Canada (französisch lieu historique national du Canada) besitzen. Das kanadische Bundesministerium für Umwelt nahm 193 Stätten in diese Liste auf. Von diesen werden 30 von Parcs Canada verwaltet. Historische Stätten in den zwei größten Städten der Provinz finden sich in separaten Listen:
- Liste der National Historic Sites of Canada in der Stadt Québec
- Liste der National Historic Sites of Canada in Montreal

Stand: Juni 2012

## National Historic Sites
| Historische Stätte                                                 | Datum                | Kenn- zeichnung | Standort                                                          | Beschreibung | Foto                                               |
| ------------------------------------------------------------------ | -------------------- | --------------- | ----------------------------------------------------------------- | --- | -------------------------------------------------- |
| Alarmhangar                                                        | 1958 (Bauende)       | 2007            | Saguenay 48° 20′ 5″ N, 70° 58′ 20″ W                              | Vier Hangars auf dem Luftwaffenstützpunkt CFB Bagotville; darin waren während des Kalten Kriegs Jagdflieger stationiert, die einen Überraschungsangriff der sowjetischen Luftstreitkräfte abwehren sollten.                                                                               | Alarmhangar                                        |
| Alter Handelsposten                                                | 1676 (Gründung)      | 1972            | Chicoutimi 48° 25′ 44″ N, 71° 4′ 32″ W                            | Pelzhandelsposten am Oberlauf des Rivière Saguenay, der sich zum wichtigsten Posten der Region und Zentrum des Pelzhandels im Landesinnern entwickelte. |                                                    |
| Alte Zellstofffabrik                                               | 1896 (Gründung)      | 1983            | Chicoutimi 48° 25′ 14″ N, 71° 5′ 0″ W                             | Industrieanlage mit fünf aus Stein errichteten Gebäuden; Hauptwerk der Chicoutimi Pulp Company, Kanadas größtem Hersteller von Zellstoff im frühen 20. Jahrhundert. | Alte Zellstofffabrik (Chicoutimi)                  |
| Apitipik                                                           | ca. 6000 v. Chr.     | 1996            | Gallichan 48° 39′ 59″ N, 79° 20′ 4″ W                             | Traditionelles Sömmerungsgebiet und heiliger Ort der Abitibiwinni; Standort eines Handelspostens von 1686 bis 1922. |                                                    |
| Auberge Symmes                                                     | 1831 (Bauende)       | 1976            | Gatineau 45° 23′ 40″ N, 75° 51′ 18″ W                             | Aus Stein errichtete Herberge am Ufer des Ottawa-Flusses; bekannter Haltepunkt entlang eines stark genutzten Verkehrswegs, die zu den Handelsposten im Nordwesten Québecs führte. | Auberge Symmes                                     |
| Banc de pêche de Paspébiac                                         | 1783 (Gründung)      | 2001            | Paspébiac 48° 1′ 16″ N, 65° 15′ 15″ W                             | Zehn Gebäude auf einer großen Nehrung, die mit der Fischfangindustrie am Sankt-Lorenz-Golf in Verbindung stehen. | Banc de pêche de Paspébiac                         |
| Bahnhof Acton Vale                                                 | 1900 (Bauende)       | 1976            | Acton Vale 45° 38′ 54″ N, 72° 33′ 50″ W                           | Von der Grand Trunk Railway erbauter kleiner Bahnhof im Picturesque-Stil mit Dachgaube, Türmchen und Mansarddach. |                                                    |
| Bahnhof Berthier                                                   | 1877 (Bauende)       | 1976            | Sainte-Geneviève-de-Berthier 46° 5′ 18″ N, 73° 12′ 45″ W          | Von der Canadian Pacific Railway erbauter Bahnhof im Picturesque-Stil. |                                                    |
| Bahnhof Lévis                                                      | 1884 (Bauende)       | 1976            | Lévis 46° 48′ 37″ N, 71° 11′ 14″ W                                | Durch den Umbau einer Markthalle entstandener zweigeschossiger Bahnhof; ehemalige Endstation der nach Halifax verlaufenden Intercolonial Railway (später Canadian National Railway). |                                                    |
| Bahnhof Saint-Jean-d’Iberville                                     | 1890 (Bauende)       | 1976            | Saint-Jean-sur-Richelieu 46° 48′ 37″ N, 71° 11′ 14″ W             | Von der Grand Trunk Railway erbauter Bahnhof mit Elementen des neugotischen Châteauesque-Stils. | Saint-Jean-d’Iberville                             |
| Bibliothèque publique et salle d’opéra Haskell                     | 1904 (Bauende)       | 1985            | Stanstead 45° 0′ 21″ N, 72° 5′ 52″ W                              | Zweigeschossiges Gebäude im Queen-Anne-Stil mit Bibliothek und Opernsaal; das Gebäude liegt auf der kanadisch-amerikanischen Grenze und wurde den Einwohnern beider Länder geschenkt. | Bibliothèque publique et salle d’opéra Haskell     |
| Blanc-Sablon                                                       | ca. 7000 v. Chr.     | 2007            | Blanc-Sablon 51° 25′ 32″ N, 57° 8′ 38″ W                          | Mehr als 60 archäologische Stätten bezeugen eine 9000-jährige menschliche Besiedlung (archaisch, Dorset, Europäer). | Blanc-Sablon                                       |
| Canal de Coteau-du-Lac                                             | 1781 (Bauende)       | 1923            | Coteau-du-Lac 45° 17′ 16″ N, 74° 10′ 39″ W                        | Überreste eines Kanals und dazugehöriger militärischer Befestigungen; Standort eines britischen Außenpostens, der während des Britisch-Amerikanischen Krieges eine strategische Rolle spielte.                                                                                            | Canal de Coteau-du-Lac                             |
| Canal de Saint-Ours                                                | 1849 (Bauende)       | 1996            | Saint-Ours 45° 51′ 53″ N, 73° 8′ 48″ W                            | Ein Kanal am Ostufer des Rivière Richelieu; erinnert an die Bedeutung der Wasserstraße zwischen Montreal und New York im 19. Jahrhundert. |                                                    |
| Carillon-Kanal                                                     | 1833 (Bauende)       | 1929            | Saint-André-d’Argenteuil 45° 34′ 4″ N, 74° 22′ 43″ W              | Ein Kanal, der Montreal über den Sankt-Lorenz-Strom mit Kingston verbindet; heute weitgehend touristisch genutzt. | Carillon-Kanal                                     |
| Carillon-Kaserne                                                   | 1838 (Bauende)       | 1960            | Saint-André-d’Argenteuil 45° 33′ 54″ N, 74° 22′ 18″ W             | Zweigeschossige, aus Stein errichtete Kaserne; von britischen Truppen benutzt, um die Niederkanada-Rebellion niederzuschlagen; heute ein Museum. |                                                    |
| Chambly-Kanal                                                      | 1843 (Bauende)       | 1929            | Chambly 45° 22′ 38″ N, 73° 15′ 27″ W                              | Ein 22 Kilometer langer Kanal entlang des Rivière Richelieu, der im 19. Jahrhundert Gütertransporte zwischen Montreal und New York erleichterte. | Chambly-Kanal                                      |
| Château des Gouverneurs                                            | 1781 (Bauende)       | 1957            | Sorel-Tracy 46° 1′ 58″ N, 73° 6′ 59″ W                            | Für Frederick Haldimand erbautes Haus; diente bis 1860 als Sommerresidenz von Generalgouverneuren und Militärkommandanten. | Château des Gouverneurs                            |
| Corossol                                                           | 1693 (Wrack)         | 1995            | Sept-Îles 50° 5′ 37″ N, 66° 23′ 29″ W                             | Überreste eines französischen Schiffes, das 1693 in einem Sturm sank; das einzige in Kanada bekannte Wrack aus dem 17. Jahrhundert. |                                                    |
| Davie-Werft                                                        | 1829 (Gründung)      | 1990            | Lévis 46° 48′ 51″ N, 71° 11′ 5″ W                                 | Werft am Ufer des Sankt-Lorenz-Stroms; zum Zeitpunkt der Schließung im Jahr die älteste in Betrieb befindliche Werft Kanadas. | Davie-Werft                                        |
| Dispensaire de La Corne                                            | 1930 (Gründung)      | 2003            | La Corne 48° 21′ 23″ N, 77° 59′ 46″ W                             | Zwei hölzerne Gebäude, die zu den am besten erhaltenen Krankenstationen gehören, die zwischen 1932 und 1975 in ländlichen Gebieten erbaut wurden. |                                                    |
| Domaine Joly de Lotbinière                                         | 1851 (Bauende)       | 2003            | Sainte-Croix 48° 0′ 45″ N, 69° 20′ 20″ W                          | Beeindruckender, 136 Hektar großer Sommer-Landsitz auf der Halbinsel Pointe-Platon; erbaut für den Politiker Henri-Gustave Joly de Lotbinière. | Domaine Joly de Lotbinière                         |
| Droulers-Tsiionhiakwatha                                           | ca. 1400             | 2007            | Saint-Anicet 45° 4′ 54″ N, 74° 18′ 55″ W                          | 1994 entdeckte archäologische Fundstätte mit den Überresten eines Dorfes der Sankt-Lorenz-Irokesen aus der Mitte des 15. Jahrhunderts; die größte in Québec entdeckte paläohistorische Stätte.                                                                                            | Droulers-Tsiionhiakwatha                           |
| Ehemalige Aluminiumschmelze                                        | 1899 (Gründung)      | 2002            | Shawinigan 46° 32′ 21″ N, 72° 45′ 51″ W                           | Eine frühe Aluminiumschmelze mit dazugehörenden Wasserkraftanlagen; die älteste bekannte, noch heute existierende Einrichtung dieser Art in Nordamerika. | Ehemalige Aluminiumschmelze                        |
| Erste geodätische Forschungsstation                                | 1905 (Bauende)       | 1929            | Chelsea 45° 29′ 21″ N, 75° 51′ 45″ W                              | Standort der ersten Forschungsstation für Geodäsie, im Gatineau-Park gelegen. |                                                    |
| Festungen von Lévis                                                | 1872 (Bauende)       | 1920            | Lévis 46° 48′ 53″ N, 71° 9′ 31″ W                                 | Die Überreste von drei Festungsanlagen des 19. Jahrhunderts am Ufer des Sankt-Lorenz-Stroms; von den Briten erbaut, waren sie ein integraler Bestandteil der Befestigungen der Stadt Québec.                                                                                              | Festungen von Lévis                                |
| Friedhof des Hôpital général de Québec                             | 1755 (Gründung)      | 1999            | Notre-Dame-des-Anges 46° 48′ 52″ N, 71° 13′ 54″ W                 | Der kleine zentrale Teil des Krankenhausfriedhofs mit Gräbern von über 1000 Soldaten, von denen viele bei den Schlachten auf der Abraham-Ebene und bei Sainte-Foy fielen. | Friedhof des Hôpital général de Québec             |
| Forges du Saint-Maurice                                            | 1730 (Gründung)      | 1919            | Trois-Rivières 46° 23′ 50″ N, 72° 39′ 35″ W                       | Industrielle Kulturlandschaft, in der während mehr als 150 Jahren ein Eisenwerk stand; wichtigster Industriebetrieb während der französischen Herrschaft und Wiege der kanadischen Stahlindustrie.                                                                                        | Forges du Saint-Maurice                            |
| Fort Chambly                                                       | 1665 (Gründung)      | 1920            | Chambly 45° 26′ 57″ N, 73° 16′ 40″ W                              | Eine von den Franzosen erbaute und später auch von den Briten genutzte Festung am Rivière Richelieu; spielte eine wichtige Rolle in verschiedenen kriegerischen Auseinandersetzungen. |                                                    |
| Fort Crevier                                                       | 1687 (Gründung)      | 1920            | Pierreville 46° 6′ 12″ N, 72° 52′ 43″ W                           | Eine von den Franzosen errichtete Festung, die den Einwohnern der Umgebung Schutz gegen Angriffe der von den Briten angestachelten Irokesen bot. |                                                    |
| Fort Laprairie                                                     | 1687 (Gründung)      | 1921            | La Prairie 45° 25′ 15″ N, 73° 29′ 47″ W                           | Standort eines früheren Forts am Sankt-Lorenz-Strom, das zur Verteidigung von Montreal diente. |                                                    |
| Fort Lennox                                                        | 1759 (Gründung)      | 1920            | Saint-Paul-de-l’Île-aux-Noix 45° 25′ 15″ N, 73° 29′ 47″ W         | Eine Festung auf der Île aux Noix, einer Insel im Rivière Richelieu; in verschiedenen Konflikten von Franzosen, Briten und Amerikanern genutzt. | Fort Lennox                                        |
| Fort Longueuil                                                     | 1690 (Bauende)       | 1923            | Longueuil 45° 32′ 26″ N, 73° 30′ 30″ W                            | Archäologische Fundstätte einer 1810 geschleiften Festung; erbaut als befestigte Residenz von Baron Charles le Moyne de Longueuil. | Fort Longueuil                                     |
| Fort Richelieu                                                     | 1642 (Gründung)      | 1923            | Sorel-Tracy 46° 2′ 48″ N, 73° 6′ 57″ W                            | Eine der ersten Festungen in Neufrankreich, sollte die Raubzüge der Irokesen entlang dem Rivière Richelieu verhindern. | Fort Longueuil                                     |
| Fort Saint-Jean                                                    | 1748 (Gründung)      | 1923            | Saint-Jean-sur-Richelieu 45° 17′ 53″ N, 73° 15′ 7″ W              | Eine Festung, die während der Invasion von Kanada einer 45-tägigen Belagerung durch amerikanische Truppen widerstand; heute Standort der Königlichen Militärakademie Saint-Jean. | Fort Saint-Jean                                    |
| Fort Saint-Louis                                                   | 1725 (Gründung)      | 1930            | Kahnawake 45° 24′ 57″ N, 73° 40′ 35″ W                            | Französische Festung, zum Schutz einer Missionsstation der Jesuiten erbaut. |                                                    |
| Fort Sainte-Thérèse                                                | 1665 (Gründung)      | 1923            | Chambly 45° 23′ 21″ N, 73° 15′ 27″ W                              | Eine der Festungen am Rivière Richelieu, die vom Carignan-Salières-Regiment zur Verteidigung gegen die Irokesen erbaut wurden. |                                                    |
| Fort Témiscamingue                                                 | 1685 (Gründung)      | 1931            | Duhamel-Ouest 47° 17′ 19″ N, 79° 27′ 41″ W                        | Von den Franzosen erbautes Fort, das in Konkurrenz zur Hudson’s Bay Company stand; später wiederaufgebaut und unter der Kontrolle der North West Company. | Fort Témiscamingue                                 |
| Fort Trois-Rivières                                                | 1634 (Gründung)      | 1920            | Trois-Rivières 46° 20′ 31″ N, 72° 32′ 19″ W                       | Der Bau eines hölzernen Forts an dieser Stelle markierte die zweite dauerhafte Siedlung in Neufrankreich und die Gründung der modernen Stadt Trois-Rivières. | Trois-Rivières                                     |
| Gefecht auf dem Restigouche-Fluss                                  | 1760 (Schlacht)      | 1924            | Pointe-à-la-Croix 48° 1′ 0″ N, 66° 44′ 5″ W                       | Seegefecht während des Siebenjährigen Kriegs auf dem Restigouche zwischen Briten und Franzosen. | Gefecht auf dem Restigouche-Fluss                  |
| Grosse Île and the Irish Memorial National Historic Site of Canada | 1832 (Eröffnung)     | 1974            | Saint-Antoine-de-l’Isle-aux-Grues 47° 1′ 40″ N, 70° 40′ 0″ W      | Von 1832 bis 1937 bestehende Quarantänestation für in der Stadt Québec ankommende Einwanderer; Symbol für die Bedeutung der Einwanderung nach Kanada und der 1847 von der Typhus-Epidemie betroffenen Iren.                                                                               | Grosse Île und Iren-Denkmal                        |
| Historischer Bezirk (La Malbaie)                                   | 1930 (Gründung)      | 2007            | La Malbaie 47° 37′ 23″ N, 70° 8′ 30″ W                            | Eine der ältesten Feriensiedlungen (villégiatures) in Kanada, mit beeindruckender Aussicht auf den Sankt-Lorenz-Strom. | Historischer Bezirk von La Malbaie                 |
| Historischer Bezirk (Trois-Rivières)                               | 1700–1829 (Bauphase) | 1962            | Trois-Rivières 46° 20′ 38″ N, 72° 32′ 12″ W                       | Aus fünf Häusern bestehende Gebäudegruppe: Maison De Gannes, Maison Hertel de la Fresnière, Recollet-Konvent, Recollet-Kirche und Ursulinenkonvent. | Historischer Bezirk (Trois-Rivières)               |
| Historischer Bezirk von Vieux-Wendake                              | 1697 (Gründung)      | 2000            | Wendake 46° 51′ 41″ N, 71° 21′ 26″ W                              | Ein Indian reserve der Huron-Wendat am Südufer des Rivière Saint-Charles, dessen städtebauliche Prinzipien jenen der traditionellen Dörfer entspricht, während die Architektur europäisch geprägt ist.                                                                                    | Historischer Bezirk von Vieux-Wendake              |
| Hôtel de Ville (Rivière-du-Loup)                                   | 1916 (Bauende)       | 1984            | Rivière-du-Loup 47° 50′ 9″ N, 69° 32′ 12″ W                       | Aus roten Backsteinen bestehendes zweigeschossiges Rathaus mit Glockenturm, erbaut im Second-Empire-Stil. | Hôtel de Ville (Rivière-du-Loup)                   |
| Hôtel de Ville (Roberval)                                          | 1929 (Bauende)       | 1984            | Roberval 48° 31′ 6″ N, 72° 13′ 20″ W                              | Dreigeschossiges Rathaus mit steilem Metalldach im Second-Empire-Stil; symbolisiert die steigende Bedeutung der Stadt zum Zeitpunkt der Errichtung. | Hôtel de Ville (Roberval)                          |
| Île aux Basques                                                    | ca. 1580 (Gründung)  | 1984            | Trois-Pistoles 48° 8′ 34″ N, 69° 14′ 58″ W                        | Kleine Insel, die von ca. 1580 bis 1630 als Außenposten für baskische Fischer diente. | Île aux Basques                                    |
| Institutioneller Bezirk von Saint-Joseph-de-Beauce                 | 1865–1911 (Bauphase) | 2006            | Saint-Joseph-de-Beauce 46° 18′ 36″ N, 70° 52′ 58″ W               | Gebäudegruppe mit Kirche, Konvent, Pfarrhaus, Waisenhaus und Schule; eines der herausragendsten institutionellen Ensembles in Québec; illustriert die Bedeutung der römisch-katholischen Institutionen in ländlichen Gebieten.                                                            | Institutioneller Bezirk von Saint-Joseph-de-Beauce |
| Jardins de Métis                                                   | 1926 (Gründung)      | 1995            | Grand-Métis 48° 37′ 42″ N, 68° 7′ 23″ W                           | Ein englischer Landschaftsgarten, angelegt von Elsie Reford; exzellentes Beispiel eines Gartens dieses Typs in Kanada. | Jardins de Métis                                   |
| Kapelle Sainte-Anne                                                | 1830 (Bauende)       | 1990            | Neuville 46° 41′ 56″ N, 71° 34′ 57″ W                             | Kleine Kapelle mit Satteldach und Glockenturm; die Kapelle und die Umgebung blieben seit der Errichtung weitgehend unverändert. | Kapelle Sainte-Anne                                |
| Kirche Saint-André-de-Kamouraska                                   | 1811 (Bauende)       | 1985            | Saint-André 47° 40′ 25″ N, 69° 43′ 44″ W                          | Bekanntes Beispiel einer Quebecer Kirche, der gemäß dem Récollet-Plan gebaut wurde (breites Kirchenschiff mit schmalerer halbrunder Apsis). | Kirche Saint-André-de-Kamouraska                   |
| Kirche Saint-Joachim                                               | 1797 (Bauende)       | 1999            | Châteauguay 45° 21′ 39″ N, 73° 44′ 55″ W                          | Römisch-katholisches Kirchengebäude; ein bekanntes Beispiel der traditionellen Barockarchitektur, Interieur gestaltet von Philippe Liébert und Joseph Légaré. | Kirche Saint-Joachim                               |
| Kirche Sainte-Marie                                                | 1924 (Bauende)       | 2004            | Sainte-Marie 46° 31′ 39″ N, 72° 45′ 1″ W                          | Römisch-katholisches Kirchengebäude im neugotischen Stil; bekannt für die Innenraumgestaltung durch Charles Baillairgé sowie die Trompe-l’œil- und Grisaille-Malereien von François-Édouard Meloche.                                                                                      | Kirche Sainte-Marie                                |
| Leuchtturm Cap des Rosiers                                         | 1858 (Bauende)       | 1974            | Gaspé 48° 51′ 22″ N, 64° 12′ 5″ W                                 | Ein aus Stein errichteter Leuchtturm, mit 37 Metern der höchste in Kanada. | Leuchtturm Cap des Rosiers                         |
| Leuchtturm Île Verte                                               | 1809 (Bauende)       | 1974            | Notre-Dame-des-Sept-Douleurs 48° 3′ 4″ N, 69° 25′ 27″ W           | Aus Stein errichteter, zylinderförmiger Leuchtturm; der erste Leuchtturm am Sankt-Lorenz-Strom und der drittälteste Kanadas. | Leuchtturm Île Verte                               |
| Leuchtturm Pointe-au-Père                                          | 1859 (Bauende)       | 1974            | Rimouski 48° 31′ 3″ N, 68° 28′ 8″ W                               | Leuchtturm und dazugehörende Gebäude am Sankt-Lorenz-Strom; zweithöchster Leuchtturm im östlichen Kanada. | Leuchtturm Pointe-au-Père                          |
| Louis S. St. Laurent                                               | 1881 (Bauende)       | 1973            | Compton 45° 14′ 29″ N, 71° 49′ 30″ W                              | Geburtsort von Premierminister Louis Saint-Laurent; eine Kulturlandschaft, welche an die Sozialgeschichte der Region Estrie erinnert. | Louis S. St. Laurent                               |
| Mairie de Havelock                                                 | 1868 (Bauende)       | 1984            | Havelock 45° 2′ 45″ N, 73° 45′ 28″ W                              | Aus Stein erbautes Rathaus; ein herausragendes Beispiel der im 19. Jahrhundert erbauten ländlichen Rathäuser. |                                                    |
| Mairie du canton de Bolton-Est                                     | 1867 (Bauende)       | 1984            | Bolton-Est 45° 12′ 11″ N, 72° 21′ 23″ W                           | Zweigeschossiges Rathaus aus Holz; eine beständige Anerkennung der Entwicklung lokaler Selbstverwaltung in Kanada. |                                                    |
| Maison Chapais                                                     | 1834 (Bauende)       | 1962            | Saint-Denis 47° 30′ 12″ N, 69° 56′ 15″ W                          | Wohnhaus des Politikers Jean-Charles Chapais; exzellentes Beispiel der Wohnhausarchitektur des 19. Jahrhunderts in Québec. | Maison Chapais                                     |
| Maison De Salaberry                                                | 1815 (Bauende)       | 1968            | Chambly 45° 26′ 55″ N, 73° 16′ 9″ W                               | Dreigeschossiges Gebäude aus Stein bei den Chambly-Stromschnellen; Wohnhaus von Charles-Michel de Salaberry; repräsentativ für den Stil der Landhäuser in der Region Montreal im frühen 19. Jahrhundert.                                                                                  |                                                    |
| Maison Étienne-Paschal-Taché                                       | 1830 (Bauende)       | 1990            | Montmagny 46° 58′ 52″ N, 70° 33′ 30″ W                            | Holzhaus mit zwei markanten Türmchen und Elementen der traditionellen Architektur Québecs; Domizil des Politikers Étienne-Paschal Taché. |                                                    |
| Maison Louis-Bertrand                                              | 1853 (Bauende)       | 1999            | L’Isle-Verte 48° 0′ 49″ N, 69° 20′ 16″ W                          | In der traditionellen Architektur Québecs erbautes Haus des Politikers Louis Bertrand; herausragendes Beispiel des Stils und des Bautyps; repräsentativ für den Mittelklasse-Lebensstil im 19. Jahrhundert.                                                                               | Maison Louis-Bertrand                              |
| Maison Pagé-Rinfret / Maison Beaudry                               | 1720 (Bauende)       | 1969            | Cap-Santé 46° 40′ 19″ N, 71° 47′ 0″ W                             | Zweigeschossiges Fachwerkhaus am Sankt-Lorenz-Strom; typisches Beispiel der Architektur Neufrankreichs und der frankokanadischen Hausbautradition. |                                                    |
| Maison Trestler                                                    | 1806 (Bauende)       | 1969            | Vaudreuil-Dorion 45° 23′ 17″ N, 74° 0′ 25″ W                      | Aus Bruchsteinen errichtetes Wohnhaus mit Satteldach, erbaut für den Politiker Jean-Joseph Trestler; ein bekanntes Beispiel der traditionellen Architektur Québecs. | Maison Trestler                                    |
| Maison Wilfrid Laurier                                             | 1877 (Bauende)       | 1999            | Victoriaville 46° 2′ 14″ N, 71° 54′ 54″ W                         | Wohnhaus im Italianate-Stil; diente 20 Jahre lang als Hauptdomizil des Premierministers Wilfrid Laurier; beherbergt heute ein Museum. | Maison Wilfrid Laurier                             |
| Manoir Le Boutillier                                               | 1860 (Bauende)       | 1975            | Gaspé 48° 55′ 56″ N, 64° 18′ 6″ W                                 | Wohnhaus des Politikers John Le Boutillier, erbaut im typischen regionalen Stil. | Manoir Le Boutillier                               |
| Manoir Mauvide-Genest                                              | 1734 (Bauende)       | 1993            | Saint-Jean-de-l’Île-d'Orléans 46° 54′ 51″ N, 70° 54′ 9″ W         | Herausragendes Beispiel eines herrschaftlichen Landhauses aus der Mitte des 18. Jahrhunderts. | Manoir Mauvide-Genest                              |
| Manoir Papineau                                                    | 1850 (Bauende)       | 1986            | Montebello 45° 38′ 46″ N, 74° 56′ 45″ W                           | Großes Herrenhaus auf einer Anhöhe über dem Ottawa River, auf dem Grundstück des Hotels Château Montebello; erbaut für den Politiker Louis-Joseph Papineau. | Manoir Papineau                                    |
| Mission de Caughnawaga / Mission Saint-François-Xavier             | 1647 (Gründung)      | 1966            | Kahnawake 45° 24′ 56″ N, 73° 40′ 36″ W                            | Missionsstation der Jesuiten bei den Mohawk, innerhalb des Fort Saint-Louis gelegen. |                                                    |
| Moulin Légaré                                                      | 1763 (Bauende)       | 1999            | Saint-Eustache 45° 33′ 29″ N, 73° 53′ 45″ W                       | Eine Getreidemühle, die seit der Zeit der französischen Herrschaft in Betrieb ist; proto-industrielles Gewerbegebäude, das für die Entwicklung des Grundherrschaftssystems repräsentativ ist.                                                                                             | Moulin Légaré                                      |
| Notre-Dame-de-la-Présentation                                      | 1924 (Bauende)       | 2004            | Shawinigan 46° 31′ 39″ N, 72° 45′ 1″ W                            | Großes römisch-katholisches Kirchengebäude im neoromanischen Stil, mit Wandmalereien von Ozias Leduc. | Notre-Dame-de-la-Présentation                      |
| Notre-Dame-de-Lorette                                              | 1722 (erste Kirche)  | 1981            | Wendake 46° 51′ 22″ N, 71° 21′ 17″ W                              | Römisch-katholisches Kirchengebäude im Zentrum des historischen Bezirks von Wendake; die Gründung dieser Jesuitenmission war ein bedeutender Schritt in der Migration der Huron-Wendat.                                                                                                   | Notre-Dame-de-Lorette                              |
| Palais de Justice (Joliette)                                       | 1862 (Bauende)       | 1981            | Joliette 46° 1′ 34″ N, 73° 26′ 33″ W                              | Bekanntes und gut erhaltenes Beispiel eines neoklassizistischen öffentlichen Gebäudes. |                                                    |
| Palais de Justice (L’Isle-Verte)                                   | 1860 (Bauende)       | 1981            | L’Isle-Verte 48° 0′ 45″ N, 69° 20′ 20″ W                          | Gerichtsgebäude im Regency-Stil, einem Baustil, der in Kanada bei öffentlichen Gebäuden nur selten zur Anwendung gelangte. |                                                    |
| Pfarrhaus der Mission de Caughnawaga                               | 1719 (Gründung)      | 1969            | Kahnawake 45° 24′ 56″ N, 73° 40′ 36″ W                            | Das älteste erhalten gebliebene Gebäude der Missionsstation Caughnawaga; das Pfarrhaus ist beispielhaft für die steilen Walmdächer in Québec im späten 17. und frühen 18. Jahrhundert. |                                                    |
| Pointe-du-Buisson                                                  | ca. 3000 v. Chr.     | 2005            | Beauharnois 45° 18′ 59″ N, 73° 57′ 57″ W                          | Eine 21 Hektar große archäologische Fundstätte am Sankt-Lorenz-Strom; dokumentiert die Geschichte der Ureinwohner, die den Fluss in den letzten 5000 Jahren bereist haben. |                                                    |
| Pont de Powerscourt                                                | 1861 (Bauende)       | 1984            | Elgin/Hinchinbrooke 45° 0′ 25″ N, 74° 9′ 40″ W                    | Gedeckte Holzbrücke über den Rivière Châteauguay, die heute noch auf ihren ursprünglichen Fundamenten ruht; eine der ältesten noch existierenden Brücken Kanadas. | Pont de Powerscourt                                |
| Postamt Saint-Hyacinthe                                            | 1894 (Bauende)       | 1983            | Saint-Hyacinthe 45° 37′ 25″ N, 72° 56′ 55″ W                      | Dreigeschossiges Postamt mit markantem quadratischem Eckturm; ein bekanntes Werk des Architekten Thomas Fuller. | Postamt Saint-Hyacinthe                            |
| Rotonde Joffre                                                     | 1880 (Bauende)       | 1992            | Charny 46° 42′ 25″ N, 71° 16′ 20″ W                               | Lokschuppen der Canadian National Railway; einziges Bauwerk dieser in Kanada in einem vollständigen Ring. |                                                    |
| Schlacht am Châteauguay                                            | 1813 (Schlacht)      | 1920            | Ormstown 45° 9′ 30″ N, 73° 55′ 52″ W                              | Frankokanadische Truppen und Krieger der Mohawk schlugen amerikanische Truppen zurück, die Niederkanada während des Britisch-Amerikanischen Kriegs einnehmen wollten. | Schlacht am Châteauguay                            |
| Schlacht bei Eccles Hill                                           | 1870 (Schlacht)      | 1923            | Frelighsburg 45° 1′ 10″ N, 72° 54′ 17″ W                          | Ort eines Gefechts, bei dem kanadische Freiwillige und Milizen einen bewaffneten Angriff der Fenian Brotherhood zurückschlugen. | Schlacht bei Eccles Hill                           |
| Schlacht bei Les Cèdres                                            | 1776 (Schlacht)      | 1928            | Les Cèdres 45° 18′ 36″ N, 74° 2′ 7″ W                             | Die amerikanische Armee, die Montreal besetzt hielt, errichtete hier einen Außenposten, um die westliche Flanke zu schützen; ein britisches Infanterieregiment und verbündete Ureinwohner belagerten den Außenposten, woraufhin die Amerikaner kapitulierten.                             |                                                    |
| Schlacht von Laprairie                                             | 1691 (Schlacht)      | 1921            | La Prairie 45° 23′ 21″ N, 73° 24′ 13″ W                           | Nachdem britische Truppen überraschend die französische Siedlung La Prairie angegriffen hatten, wurden sie von französischen und indianischen Truppen abgefangen und erlitten schwere Verluste.                                                                                           |                                                    |
| Schlacht von Trois-Rivières                                        | 1776 (Schlacht)      | 1920            | Trois-Rivières 46° 20′ 38″ N, 72° 33′ 7″ W                        | Britischer Sieg über die amerikanische Kontinentalarmee; letzte große Schlacht der amerikanischen Invasion auf dem Gebiet von Québec. | Schlacht von Trois-Rivières                        |
| Seigneurie Île d’Orléans                                           | 1636 (Gründung)      | 1990            | Saint-Jean-de-l’Île-d’Orléans 46° 55′ 0″ N, 70° 58′ 0″ W          | Eine der frühesten besiedelten Gebiete Neufrankreichs; das Landschaftsbild und die aus dem 17. und 18. Jahrhundert stammenden Gebäude erinnern an das französische Grundherrschaftssystem.                                                                                                | Seigneurie Île d’Orléans                           |
| Schlacht vom 6. September 1775                                     | 1775 (Schlacht)      | 1928            | Saint-Jean-sur-Richelieu 45° 16′ 52″ N, 73° 14′ 57″ W             | Amerikanische Truppen, die einen Angriff auf Fort Saint-Jean vorbereiteten, wurden durch eine Gruppe von Mohawk und verbündeten Ureinwohnern überfallen und zum Rückzug gezwungen. |                                                    |
| Sir Wilfrid Laurier                                                | 1870 (Bauende)       | 1938            | Saint-Lin–Laurentides 45° 51′ 12″ N, 73° 45′ 27″ W                | Kleines Haus an der Stelle, wo Premierminister Wilfrid Laurier geboren wurde; die Bundesregierung kaufte es 1937 in der falschen Annahme, es handle sich um das Haus der Familie Laurier; das heutige Haus entstand erst fünf Jahre, nachdem die Lauriers das Grundstück verkauft hatten. | Sir Wilfrid Laurier                                |
| St. Stephen’s Anglican Church                                      | 1822 (Bauende)       | 1970            | Chambly 45° 51′ 12″ N, 73° 45′ 27″ W                              | Kleine anglikanische Steinkirche, ursprünglich für die Garnison im Fort Chambly errichtet; vereint die architektonische Tradition Québecs mit Einflüssen des Palladianismus. | St. Stephen’s Anglican Church                      |
| Strafvollzugsanstalt Saint-Vincent-de-Paul                         | 1873 (Gründung)      | 1990            | Laval 45° 37′ 1″ N, 73° 38′ 47″ W                                 | Kanadas zweitältestes Bundesgefängnis und eine Zeitlang die einzige französischsprachige Strafvollzugsanstalt des Landes; mittlerweile geschlossen. | Strafvollzugsanstalt Saint-Vincent-de-Paul         |
| Textilfabrik Magog                                                 | 1883 (Bauende)       | 1989            | Magog 45° 15′ 45″ N, 72° 8′ 28″ W                                 | Die einzige Textilfabrik des 19. Jahrhunderts in Kanada, in der alle Verarbeitungsprozesse (Spinnen, Weben, Bleichen, Bedrucken) an einem Ort ausgeführt wurden. | Textilfabrik Magog                                 |
| Théâtre Granada                                                    | 1929 (Bauende)       | 1996            | Sherbrooke 45° 24′ 8″ N, 71° 53′ 28″ W                            | Dreigeschossiges Theatergebäude mit Fassade im spanischen Kolonialstil und praktisch unverändertem Interieur. | Théâtre Granada                                    |
| Waapushukamikw                                                     | ca. 5000 v. Chr.     | 2009            | Baie-James 51° 4′ 8″ N, 72° 54′ 14″ W                             | Rund 40 Meter hoher Hügel aus weißem Quarzit, der den Ureinwohnern als bedeutender Steinbruch diente; außerdem Überreste von Orten spiritueller Bedeutung für die Mistissini-Cree. |                                                    |
| Wasserkraftwerk Beauharnois                                        | 1930 (1. Phase)      | 1990            | Beauharnois 45° 18′ 51″ N, 73° 54′ 37″ W                          | Ein Laufwasserkraftwerk am Sankt-Lorenz-Strom, das zum Zeitpunkt der Bauarbeiten von großer wirtschaftlicher und technologischer Bedeutung war. | Wasserkraftwerk Beauharnois                        |
| Werft Saint-Joseph-de-la-Rive                                      | 1946 (Gründung)      | 1996            | Les Éboulements 47° 27′ 21″ N, 70° 21′ 45″ W                      | Werft am Sankt-Lorenz-Strom für den Bau von Küstenschiffen; größter Hersteller von hölzernen Schonern, die als goélettes bekannt sind. |                                                    |
| Windmühle Pointe-du-Moulin                                         | 1721 (Bauende)       | 1969            | Notre-Dame-de-l’Île-Perrot 45° 21′ 57″ N, 73° 51′ 8″ W            | Äußerst seltene Windmühle aus Stein und dazugehörendes Müllerhaus, Bestandteil der Seigneurie auf der Île Perrot. | Windmühle Pointe-du-Moulin                         |
| Wrack der Elizabeth and Mary                                       | 1690 (Ereignis)      | 1996            | Sankt-Lorenz-Strom nahe Baie-Trinité 49° 25′ 24″ N, 67° 17′ 50″ W | Wrack eines der vier Schiffe aus der Flotte von Admiral William Phips, untergegangen während einer fehlgeschlagenen Expedition von Neuengland aus, um Neufrankreich anzugreifen. |                                                    |
| Wrack der RMS Empress of Ireland                                   | 1914 (Ereignis)      | 2009            | Sankt-Lorenz-Strom nahe Rimouski 48° 37′ 30″ N, 68° 24′ 30″ W     | Das Wrack des 1914 gesunkenen Passagierschiffs Empress of Ireland; schwerstes Schiffsunglück der kanadischen Geschichte. | Wrack der RMS Empress of Ireland                   |
| Zweite Schlacht bei Lacolle Mills                                  | 1814 (Schlacht)      | 1923            | Lacolle 45° 1′ 10″ N, 72° 54′ 17″ W                               | Eine kleine Garnison britischer und kanadischer Verteidiger schlug einen amerikanischen Angriff zurück; dadurch endete die letzte Invasion Niederkanadas während des Britisch-Amerikanischen Kriegs.                                                                                      | Zweite Schlacht bei Lacolle Mills                  |